# Ettersberg
Der Ettersberg ist ein Muschelkalk-Höhenzug im Inneren des Thüringer Beckens, der nur aus einem eigenständigen Inselberg besteht. Auf ihm befindet sich am Großen Ettersberg mit 481,6 m ü. NHN Höhe sowohl der höchste Punkt der Stadt Weimar in Thüringen als auch des Thüringer Beckens überhaupt.
Der Ettersberg trägt das einzige Waldgebiet seiner Umgebung. Er ist in West-Ost-Richtung etwa 12 Kilometer lang und maximal vier Kilometer breit. Im innerthüringischen System Die Naturräume Thüringens der Thüringer Landesanstalt für Umwelt und Geologie (TLUG) stellt er, analog der etwa 25 Kilometer westlich gelegenen Fahner Höhe, einen eigenständigen, 40 km² großen Naturraum dar.
Weitere Erhebungen sind südlich des Großen Ettersberges der Bernhardtsberg (rund 400 m), ein Teil vom Südhang Ettersberg, und nördlich von Schöndorf der Kleine Ettersberg (an der Schanze 343,9 m).

## Geologie und Landschaft
Der oberflächennahe geologische Untergrund wird von den Gesteinen des Oberen Muschelkalks gebildet. Die Auslaugung des im Untergrund vorhandenen Gipses hat zur Bildung zahlreicher Erdfälle geführt.
Angrenzende Orte sind Hottelstedt, Ettersburg, Kleinobringen und Großobringen auf der Nordseite sowie Schöndorf, Weimar, Gaberndorf, Daasdorf a. Berge, Hopfgarten und Ottstedt a. Berge auf der Südseite. Der Ettersberg ist Wasserscheide zwischen Ilm im Südosten und Unstrut im Nordwesten. Vorherrschende Baumarten sind Buche und Eiche. In den Südhangbereichen sind durch Schafhaltung umfangreiche Kalkmagerrasen entstanden, die als Naturschutzgebiet geschützt sind. Ein weiteres Naturschutzgebiet ist der vollständig bewaldete Prinzenschlag im Osten des Großen Ettersberges. Der Große Ettersberg unterscheidet sich nicht nur in seiner Größe vom Kleinen Ettersberg, sondern auch dadurch, dass der Kleine Ettersberg kaum bewaldet ist und hauptsächlich landwirtschaftlich und durch Weinanbau genutzt wird.
Die Schartenhöhe des Ettersbergs beträgt 202 m, die zugehörige Scharte liegt westlich von Tröbsdorf im Durchbruch der Thüringer Bahn durch die Wasserscheide zwischen Ilm und Unstrut. Die Dominanz des Ettersbergs reicht 15,2 km weit bis zum Kaitsch bei Blankenhain.

## Geschichte

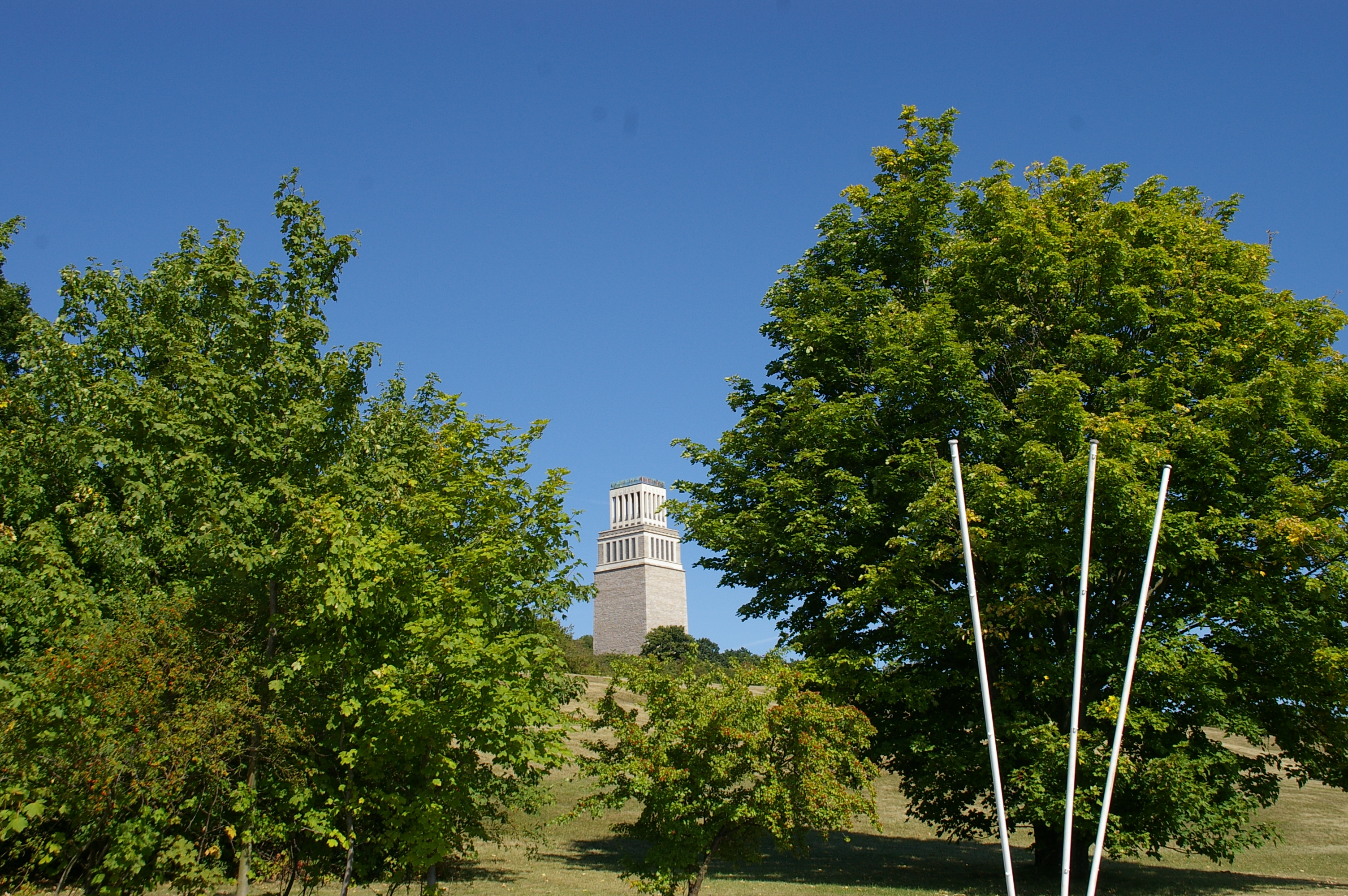
Glockenturm der Gedenkstätte Buchenwald auf dem Ettersberg

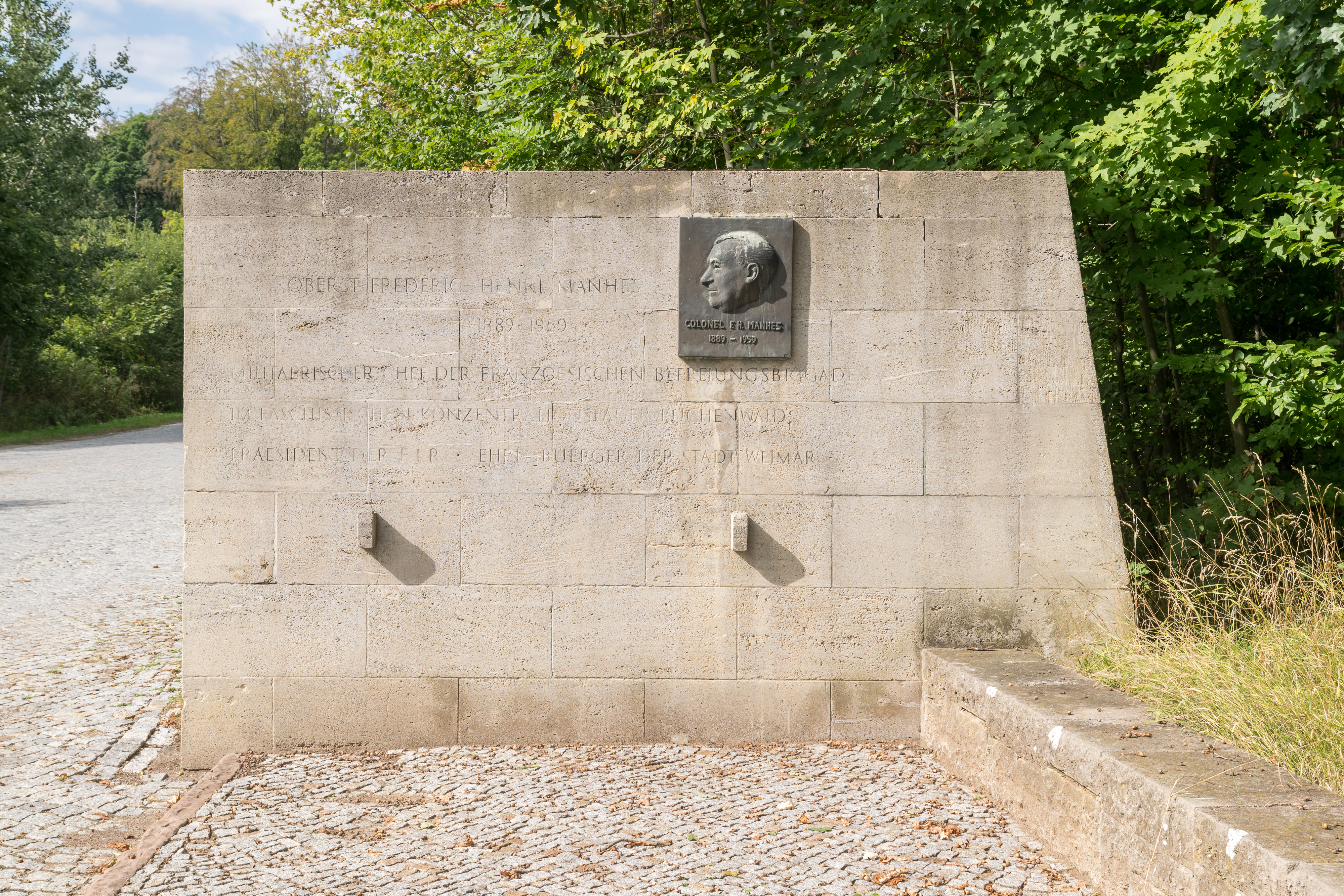
Denkmal für Henri Manhès

Der Berg hat eine wechselvolle Geschichte, so weilte unter anderem Johann Wolfgang von Goethe dort und erwähnte ihn auch in seinen Werken. Am Nordrand des Berges befindet sich das Barock-Schloss und Park Ettersburg. Südlich davon ist ein alter Jagdstern erhalten geblieben, an dem sternförmig mehrere Waldwege zusammenlaufen. Er wurde für herrschaftliche Gesellschaftsjagden verwendet, zuletzt anlässlich des Erfurter Fürstenkongresses 1808, an dem auch die Kaiser Russlands, Zar Alexander I. und Frankreichs, Napoleon I. teilnahmen. 1901 wurde auf dem Ettersberg ein Bismarckturm eingeweiht. Dieser wurde 1949 auf SED-Beschluss unter Walter Ulbricht heimlich gesprengt.
Während der NS-Zeit wurde im Nordwesten des Ettersbergs das KZ Buchenwald angelegt. Hier, in den angeschlossenen Gebäuden für Rüstungsbetriebe sowie in Steinbrüchen im Westen des Lagers (bis heute erhalten) mussten die KZ-Häftlinge Zwangsarbeit leisten. Das Lager erhielt auch einen eigenen Bahnanschluss vom Bahnhof Weimar aus, der an einem eigenen Bahnhof endete. Das Lager sollte zunächst auch KL Ettersberg heißen, was jedoch wegen der Erwähnung in Goethes Werken fallengelassen wurde. Weithin sichtbar ist der 50 Meter hohe Glockenturm der Gedenkstätte Buchenwald, die in den 1950er Jahren eingerichtet wurde. Heute ist die Stiftung Gedenkstätten Buchenwald und Mittelbau-Dora für die Pflege und Verwaltung des Areals zuständig.
Die Südhangbereiche wurden während der DDR-Zeit von der Sowjetarmee als Truppenübungsplatz genutzt und waren daher teilweise Sperrgebiet.
Der Ettersberg gilt als eines der wichtigsten Naherholungsgebiete der Stadt Weimar und ist durch zahlreiche Wander- und Radwege erschlossen, die sich teilweise an das vorhandene Forststraßennetz anlehnen. Die Gedenkstätte Buchenwald zählt zu den meistbesuchten touristischen Zielen Thüringens.
Am 9. Mai 1961 wurde zu Ehren von Colonel Henri Manhès, ehemaliger französischer KZ-Häftling, Résistance-Kämpfer und Leiter der französischen Brigade der Internationalen Militärorganisation (IMO) am Eingang der „Blutstraße“ ein Denkmal errichtet. Auf ihm ist ein Porträt-Relief und eine ehrende Inschrift zum Gedenken des Ehrenbürgers der Stadt Weimar angebracht.

## Sendeanlage
Auf dem Großen Ettersberg befindet sich die Sendeanlage Weimar 2.

## Trivia
In Die Flüsse von London aus der „Peter Grant“-Buchreihe des Autors Ben Aaronovitch wird mehrfach auf eine verheerende Schlacht Bezug genommen, die während des Zweiten Weltkriegs zwischen britischen und deutschen Zauberern am Ettersberg ausgetragen worden sei.